# WZ-7 (航空機)
WZ-7
(Soaring Dragon/翔龙)
中国珠海航空ショーで撮影されたWZ-7 翔竜
- 用途：高高度長時間滞空無人航空機(HALE)
- 設計者：成都飛機設計研究所
- 製造者：貴州航空工業集団有限責任公司
- 運用者：中国人民解放軍空軍
- 運用状況：現役

貴州 WZ-7 翔竜（簡体字：贵州 无侦-7 翔龙、英語表記：Guizhou WZ-7 Soaring Dragon）は、中華人民共和国の成都飛機設計研究所が設計し、 貴州航空工業集団有限責任公司が生産する高高度長時間滞空無人航空機(HALE)。日本のメディア報道では形式番号の「WZ-7」(WZ7)
や「無偵7」と紹介された。
GJ-1 翼竜やGJ-11 利剣などの無人航空機とは異なり、アメリカ合衆国のRQ-4 グローバルホークに相当する純粋な偵察機だが、対艦弾道ミサイルと巡航ミサイルを標的に誘導する能力もあるとされる。

## 開発

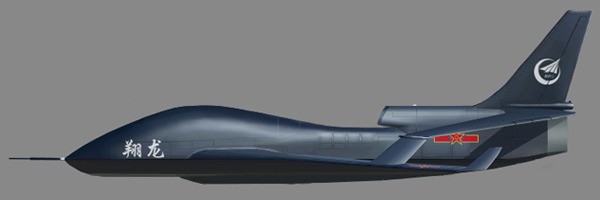
『翔竜』イメージ図

2006年の珠海エアショーで模型が初公開された。模型には成都飛機設計研究所の略であるCADI（簡体字：成都飞机设计研究所、英語表記：Chengdu Aircraft Design Institute）のロゴがマーキングされており、同研究所が設計にかかわったことが示唆されている。
2011年に中国人民解放軍空軍のラウンデルがマーキングされた黒塗りの塗装の技術実証機（原型機）の写真がインターネット上に掲載され、2013年には技術実証機の特徴であった尾翼の結合翼をV字尾翼にするなどの改良をされた機体「EA-03」の動画が撮影された。

## 運用歴

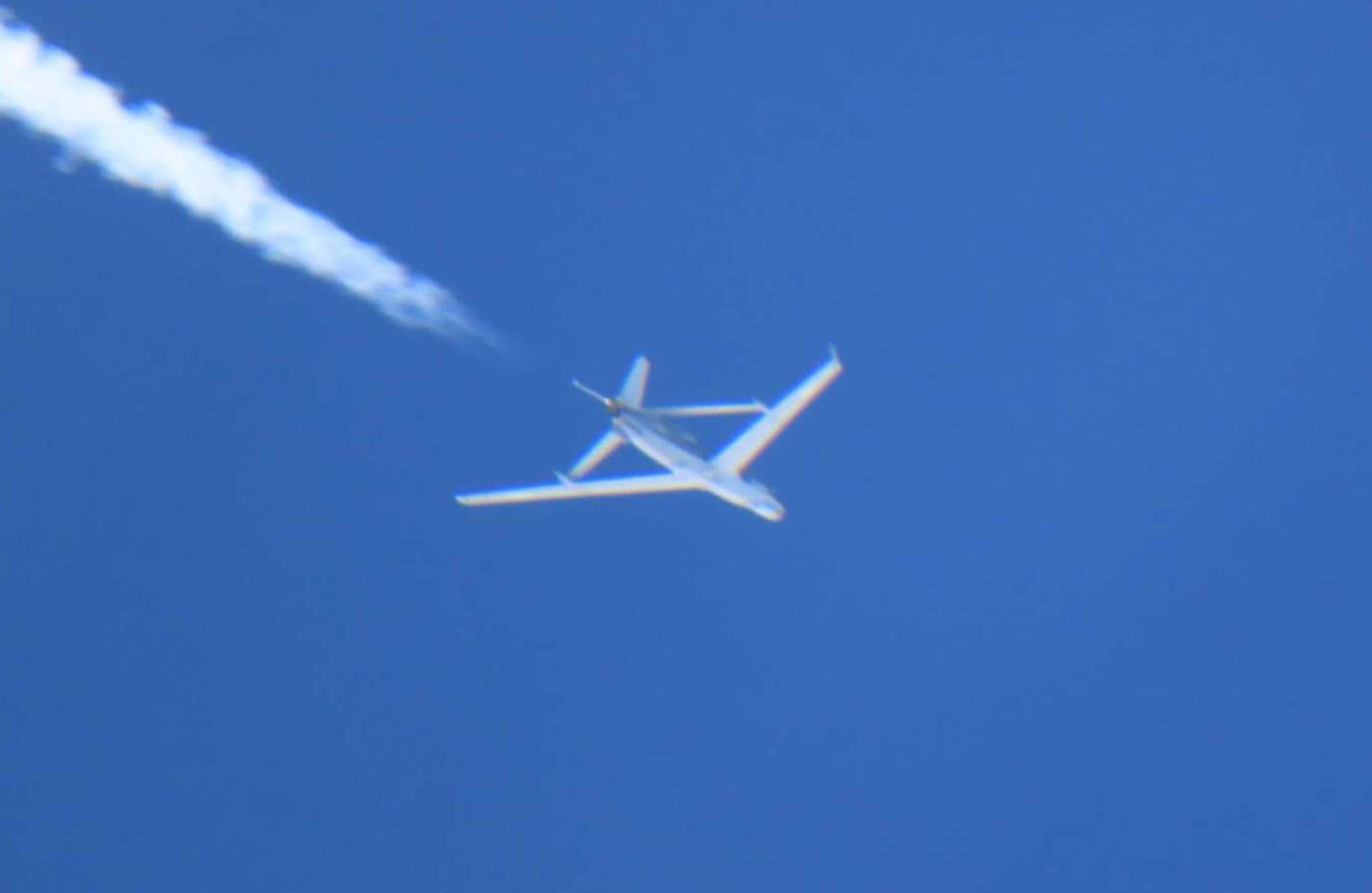
2023年1月、航空自衛隊によって撮影されたWZ-7

2017年、チベット自治区のシガツェ空港で配備された。
2019年7月、台湾海峡を通過したアメリカ海軍のタイコンデロガ級ミサイル巡洋艦アンティータムを監視する任務で初めて運用された。
2023年1月、沖縄県の沖縄本島と宮古島の間を通過した。航空自衛隊が領空侵犯対応で同機種を確認したのは初めて。
2024年3月26日、大陸方面から飛来し、日本海を飛行していることが確認された。防衛省が公開する範囲において、中国の無人機が日本海を飛行していることが明らかになったのは今回が初めてである。
2024年4月20日、フィリピン近くの南シナ海において、WZ-7の飛行が確認された。
2024年6月26日、鹿児島・奄美大島沖での飛行が確認された。

## 機体
主翼は高アスペクト比の後退翼、低翼配置となっている。主翼翌端にウイングレットが取り付けられている。水平尾翼は主翼の付け根から翌端に向かっておよそ三分の二の位置で接続する結合翼を採用している。ランディンギアは引込み前輪式である。

## エンジン
ターボファンエンジン1基。型式不明。ドーサルインテークを採用している。

## ミッション・ペイロード
おそらく監視および照準用センサーを搭載していると思われる。

## 誘導・管制
詳細は不明。機種上面のバルジ部に衛星通信アンテナを搭載。

## 運用者
- 中国人民解放軍空軍

## スペック
- 全長：14.0m
- 全高：5.4m
- 全幅：23.0m
- 最大離陸重量：7,500kg
- ペイロード：650kg
- 運用高度：18,000m
- 巡航速度：750km/h
- 航続距離：7,000km